# Amphicoma dubia
Amphicoma dubia är en skalbaggsart som beskrevs av Semenow 1891. Amphicoma dubia ingår i släktet Amphicoma och familjen Glaphyridae. Inga underarter finns listade i Catalogue of Life.